# Nuria Martínez
Nuria Martínez (29 de fevereiro de 1984) é uma ex-basquetebolista profissional espanhola.

## Carreira
Nuria Martínez integrou Seleção Espanhola de Basquetebol Feminino em Pequim 2008, terminando na quinta posição.